# 男のヘンサーチ!!
『男のヘンサーチ!!』（おとこのへんさーち!!）は、TBS系列で2011年10月12日（11日深夜）から2012年9月19日（18日深夜）まで放送されていたバラエティ番組である。

## 出演者

### レギュラー
- V6
  - 坂本昌行
  - 長野博
  - 井ノ原快彦
  - 森田剛
  - 三宅健
  - 岡田准一

### 準レギュラー
- 眞鍋かをり

## 放送内容
| 回数                  | 日付           | タイトル                                                      | 男性出場者                         | プレゼンター               | ゲスト                        |
| --------------------- | -------------- | ------------------------------------------------------------- | ---------------------------------- | -------------------------- | ----------------------------- |
| 第1回                 | 2011年10月11日 | 年収1,000万円 さわやか系男子 ギロッポン系男子 年収1,700万円   | 小島太一                           | 井ノ原快彦 坂本昌行        | 眞鍋かをり                    |
| 第2回                 | 2011年10月18日 | ワールドワイドに活躍 38歳イケメン男子 28歳 やさ賢い男子       |                                    | 岡田准一 長野博            | 道端アンジェリカ              |
| 第3回                 | 2011年10月25日 | 黒カッコイイ長身男子                                          |                                    | 三宅健                     | 小倉優子                      |
| 第4回                 | 2011年11月1日  | 包容力満点 ガテン系男子                                       |                                    | 森田剛                     | 坂下千里子                    |
| 第5回                 | 2011年11月8日  | 31歳 几帳面男子                                               |                                    | 井ノ原快彦                 | 眞鍋かをり                    |
| 第6回                 | 2011年11月15日 | 年収700万 29歳 やさ食いしん坊男子                             |                                    | 長野博                     | 友近                          |
| 第7回                 | 2011年11月22日 | 25歳 2000万 なぜかモテない男子                                |                                    | 坂本昌行                   | 室井佑月                      |
| 第8回                 | 2011年11月29日 | 年収1,000万円 華やか男子                                      |                                    | 三宅健                     | ヨンア                        |
| 第9回                 | 2011年12月6日  | 30歳 慶応卒 エリート公務員                                    |                                    | 岡田准一                   | 眞鍋かをり                    |
| 第10回                | 2011年12月13日 | 33歳 年収700万 バーテンダー                                   |                                    | 森田剛                     | 熊田曜子                      |
| 第11回 芸能人一時間SP | 2012年1月10日  | 彼女いない歴7年 おしゃれライフ男子 彼女いない歴5年 几帳面男子 | 若林正恭 JOY                       | 井ノ原快彦 岡田准一        | 森泉                          |
| 第12回 芸能人SP       | 2012年1月17日  | 彼女いない歴11年 ピュアハート男子                             | 田中卓志                           | 三宅健                     | 森泉                          |
| 第13回                | 2012年1月24日  | 39歳 年収2,000万 アラフォーパイロット                         |                                    | 長野博                     | 室井佑月                      |
| 第14回                | 2012年1月31日  | 28歳 年収700万円 パーソナルトレーナー                         |                                    | 坂本昌行                   | くわばたりえ                  |
| 第15回                | 2012年2月7日   | 31歳 バツイチ男子                                             |                                    | 井ノ原快彦                 | IKKO                          |
| 第16回 バレンタインSP | 2012年2月14日  | 28歳 年収700万以上 弁護士                                     | 佐藤大和                           | 岡田准一                   | ミッツ・マングローブ          |
| 第17回                | 2012年2月21日  | 年収1,500万 34歳 歯科医                                       |                                    | 三宅健                     | 西川史子                      |
| 第18回                | 2012年2月28日  | 36歳 年収800万 情熱系激辛男子                                 |                                    | 森田剛                     | 眞鍋かをり                    |
| 第19回                | 2012年3月6日   | 22歳 年収300万 ワケありミュージシャン                         |                                    | 坂本昌行                   | 菜々緒                        |
| 第20回                | 2012年3月13日  | 彼女いない歴10年 29歳 ヘタレ男子                              |                                    | 井ノ原快彦                 | 杉本彩                        |
| 第21回                | 2012年3月20日  | 28歳 年収400万円 カラオケ店 店長                              |                                    | 岡田准一                   | IKKO                          |
| 第22回                | 2012年4月17日  | 33歳 年収300万円 元日本王者のプロボクサー                     |                                    | 長野博                     | 室井佑月                      |
| 第23回                | 2012年4月24日  | 26歳 恋愛味見男子                                             |                                    | 井ノ原快彦                 | トリンドル玲奈                |
| 第24回                | 2012年5月1日   | 29歳 年収600万円 ダイニングバーオーナー                       |                                    | 岡田准一                   | 眞鍋かをり                    |
| 第25回                | 2012年5月8日   | 42歳 恋愛トラウマ ぽっちゃり男子                              |                                    | 三宅健                     | 加藤夏希                      |
| 第26回                | 2012年5月15日  | 年収400万円 焼き鳥屋経営 コンプレックス男子                   |                                    | 森田剛                     | 菜々緒                        |
| 第27回                | 2012年5月22日  | 27歳 偽ライオン男子                                           |                                    | 岡田准一                   | 鈴木奈々                      |
| 第28回                | 2012年5月29日  | 32歳 過去は遊び人!? 超イケメン男子                            |                                    | 長野博                     | 柳原可奈子                    |
| 第29回                | 2012年6月5日   | 年収1000万円 30歳 IT社長                                      |                                    | 坂本昌行                   | misono                        |
| 第30回 芸能人一時間SP | 2012年6月26日  |                                                               | サバンナ高橋 芹那 ノンスタイル井上 | 岡田准一 井ノ原快彦 森田剛 |                               |
| 第31回 芸能人SP       | 2012年7月10日  |                                                               | 熊田曜子                           | 三宅健                     |                               |
| 第32回                | 2012年7月17日  | 年収3000万円 39歳 元ホスト社長                                |                                    | 井ノ原快彦                 | 虻川美穂子 misono(会場女性側) |
| 第33回                | 2012年7月24日  | 年収1800万円 32歳 高卒成り上がり社長                          |                                    | 坂本昌行                   | 虻川美穂子                    |
| 第34回                | 2012年7月31日  | 総集編                                                        |                                    |                            |                               |
| 第35回                | 2012年8月14日  | 38歳 恋愛ハンドメイド男子                                     | スギちゃん                         | 岡田准一                   |                               |
| 第36回                | 2012年8月21日  | 40歳 スタイリッシュバツイチ                                   | TKO 木下隆行                       | 三宅健                     |                               |
| 第37回                | 2012年8月28日  | 39歳 ドハマリ男子                                             | アンジャッシュ 渡部建              | 長野博                     |                               |
| 第38回                | 2012年9月4日   | 33歳 昭和風硬派男子                                           | オードリー 春日俊彰                | 井ノ原快彦                 |                               |
| 第39回                | 2012年9月11日  | 37歳 幕末男子                                                 | ビビる大木                         | 岡田准一                   |                               |
| 第40回                | 2012年9月18日  | 45歳 恋愛ロスタイム男子                                       | 武田修宏                           | 三宅健                     |                               |

## ネット局
| 放送対象地域   | 放送局                    | 系列    | 放送期間                        | 放送日時                                    | 遅れ       |
| -------------- | ------------------------- | ------- | ------------------------------- | ------------------------------------------- | ---------- |
| 関東広域圏     | TBSテレビ（TBS）          | TBS系列 | 2011年10月12日 - 2012年9月19日  | 水曜 0時20分 - 0時50分（火曜深夜）          | 制作局     |
| 静岡県         | 静岡放送（SBS）           | TBS系列 | 2011年10月12日 - 2012年9月19日  | 水曜 0時20分 - 0時50分（火曜深夜）          | 同時ネット |
| 中京広域圏     | 中部日本放送（CBC）       | TBS系列 | 2011年10月18日 - 2012年9月25日  | 火曜 1時30分 - 2時05分（月曜深夜）          | 6日遅れ    |
| 岡山県・香川県 | 山陽放送（RSK）           | TBS系列 | 2011年10月19日 - 2012年9月29日  | 土曜 0時55分 - 1時25分（金曜深夜）          | 10日遅れ   |
| 新潟県         | 新潟放送（BSN）           | TBS系列 | 2011年10月21日 - 2012年9月28日  | 土曜 0時20分 - 0時50分（金曜深夜）          | 10日遅れ   |
| 福島県         | テレビユー福島（TUF）     | TBS系列 | 2011年10月28日 - 2012年10月19日 | 金曜 1時20分 - 1時50分（木曜深夜）          | 不明       |
| 山梨県         | テレビ山梨（UTY）         | TBS系列 | 2011年10月28日 - 2012年10月26日 | 金曜 1時25分 - 1時55分（木曜深夜）          | 不明       |
| 鳥取県・島根県 | 山陰放送（BSS）           | TBS系列 | 2011年11月1日 - 2012年10月2日   | 火曜 1時25分 - 1時55分（月曜深夜）          | 不明       |
| 長野県         | 信越放送（SBC）           | TBS系列 | 2011年11月2日 - 2012年9月26日   | 水曜 0時50分 - 1時20分（火曜深夜）          | 不明       |
| 沖縄県         | 琉球放送（RBC）           | TBS系列 | 2012年1月4日 - 2012年10月8日    | 火曜 0時50分 - 1時20分（月曜深夜）          | 不明       |
| 富山県         | チューリップテレビ（TUT） | TBS系列 | 2012年1月7日 -                  | 主に木曜 0時00分 - 0時30分 （主に水曜深夜） | 不明       |

### 過去のネット局
| 放送対象地域 | 放送局            | 系列    | 放送期間                       | 放送日時                           | 遅れ    |
| ------------ | ----------------- | ------- | ------------------------------ | ---------------------------------- | ------- |
| 青森県       | 青森テレビ（ATV） | TBS系列 | 2011年10月26日 - 2012年3月28日 | 水曜 0時25分 - 0時55分（火曜深夜） | 1週遅れ |

## スタッフ
- 構成：石津聡 ／ 安念高志、村城大輔、高尾龍一
- ナレーター：土井敏之（TBSアナウンサー）
- 天の声：岡村仁美（TBSアナウンサー）
- TM：高松央
- TD：山田賢司
- VE：下山剛司
- CAM：端坂嘉寛
- MIX：北村玲奈
- LD：柴崎友美
- 美術プロデューサー：山口智広
- 美術デザイナー：中村嘉邦
- 美術制作：宗次宏光
- 装置：森田正樹
- 操作：荷田豊
- 電飾：澤田稔
- メカシステム：庄子泰広
- 持道具：岩本美徳
- 衣装：横尾毅
- 公開放送：松元裕二
- メイク：惣門亜希子、鰕澤真由美
- リサーチ：ビスポ
- CG：ぴーたん
- 編集：石川浩通、高橋和也
- MA：転石裕治
- 音効：高取謙、岡沢秀二
- TK：福田美由紀
- デスク：渡辺香織
- 編成：宮尾毅、渡辺信也
- 宣伝：小林恵美子
- AP：荒井美妃、樋口絵里子
- ディレクター：武田直也、中尾大輔、真鍋正孝、上原伸、杉野将人
- 演出：飯塚一志（frame inf.）
- プロデューサー：金原将公、河本誠司（frame inf.）／ 江藤俊久、西川永哲
- 技術協力：エヌ・エス・ティー、オムニバスジャパン
- 美術協力：アックス
- 協力：ジャニーズ事務所
- 制作協力：frame inf.
- 製作著作：TBS

### 過去のスタッフ
- チーフプロデューサー：合田隆信